# マロシュ・シェフチョビッチ
マロシュ・シェフチョビッチ（スロバキア語: Maroš Šefčovič、1966年7月24日 - ）は、スロバキアの外交官。2023年より、欧州委員会上級副委員長兼欧州グリーンディール担当委員。
2004年に駐イスラエル大使に着任後、2009年に欧州委員会に転出した。当初はヤーン・フィゲリュの後任として教育・職業訓練・文化・青少年担当委員を務めた。その翌年に機構間関係・行政担当委員に横滑りし、欧州委員会の運営や行政改革に伴う統合、人事、ヨーロピアン・スクールや保安などを管轄した。2014年に副委員長に昇格するとともに、エネルギー同盟担当委員に就いた。
2019年大統領選挙に与党系候補として出馬し、3月16日の第1回目投票では得票率18.7％で2位となり、得票率40.6％で1位となった弁護士で環境活動家のズザナ・チャプトヴァーと共に同月30日の決選投票に進んだ。